# Charles Sauria
Charles Sauria (Poligny, 1812. április 25. – Saint-Lothain, 1895. augusztus 22.) francia feltaláló. Nevéhez fűződik a foszforos gyufa feltalálása.
Vegyésznek tanult, majd vidéken lett orvos, később pedig mezőgazdasággal foglalkozott.
1831-ben, vegyészhallgató korában a dörzsgyufa tökéletesítésén dolgozott, s kísérletei eredményeképpen a korábban a gyufagyújtással járó elviselhetetlen szagot úgy semlegesítette, hogy a gyufafejen található gyúelegyhez az antimon-szulfid helyett fehérfoszfort adott. Több forrás tévesen a német Jakob Friedrich Kammerert tartja a foszforos gyufa feltalálójának, holott ez utóbbi szerepe annyi volt, hogy 1832-ben ő kezdte forgalmazni a Sauria által kifejlesztett újdonságot.
Sauria később bátyjával mezőgazdasági dolgozóik számára egy kísérleti kolóniát, falansztert létesítettek birtokukon.